# Cantó de Clerval
El cantó de Clerval és un és un cantó francès del departament del Doubs, situat al districte de Montbéliard. Té 23 municipis i el cap és Clerval.

## Municipis
- Anteuil
- Belvoir
- Branne
- Chaux-lès-Clerval
- Chazot
- Clerval
- Crosey-le-Grand
- Crosey-le-Petit
- Fontaine-lès-Clerval
- L'Hôpital-Saint-Lieffroy
- Orve
- Pompierre-sur-Doubs
- Rahon
- Randevillers
- Roche-lès-Clerval
- Saint-Georges-Armont
- Sancey-le-Grand
- Sancey-le-Long
- Santoche
- Surmont
- Vellerot-lès-Belvoir
- Vellevans
- Vyt-lès-Belvoir

## Història
| Data d'elecció                           | Identitat        | Partit           | Qualitat |
| ---------------------------------------- | ---------------- | ---------------- | -------- |
| 1945-1958                                | Guy de Moustier  | Divers droite    |          |
| 1958-1975                                | Henri Didier     | MRP              |          |
| 1975-1982                                | Henri Cretin     | RPR              |          |
| 1982-2005                                | Alain Cartier    | UDF, després UMP |          |
| 2005-2008                                | Fernand Rondot   | Divers droite    |          |
| 2008-                                    | Fréderic Cartier | Divers droite    |          |
| les dades anteriors no són pas conegudes |                  |                  |          |
|                                          |                  |                  |          |